# Bob Anderson (Fechter)
Robert James Gilbert „Bob“ Anderson (* 15. September 1922 in Gosport, Hampshire, England; † 1. Januar 2012 in West Sussex) war ein britischer Fechter und Schauspieler.

## Leben
Anderson, geboren 1922 in Gosport, begann bereits in früher Jugend mit dem Fechten. Er trat noch vor Ausbruch des Zweiten Weltkriegs in die Royal Navy ein, wo er unter anderem auf Kriegsschiffen das Fechten unterrichtete.
Bob Anderson kam zu erstem Ruhm, als er bei den Olympischen Sommerspielen 1952 mit der britischen Säbel-Equipe bis ins Viertelfinale gelangte. Im Einzel war bereits in der zweiten Runde für ihn Schluss. Ein Jahr später arbeitete er mit der Leinwandlegende Errol Flynn zusammen und wurde bis zu seinem Tod in Blockbuster-Filmen eingesetzt, wenn es um spektakuläre Duelle ging.
Anderson choreographierte die Fechtkämpfe unter anderem für Barry Lyndon (1975), die Original-Star-Wars-Filme (1976–1983), Highlander – Es kann nur einen geben (1986), Die Braut des Prinzen (1987) und die beiden Zorro-Filme mit Antonio Banderas und Catherine Zeta-Jones. Dass er in der Star-Wars-Trilogie auch selbst in das Darth-Vader-Kostüm geschlüpft war, da der eigentliche Darsteller, David Prowse, „nicht mit dem Schwert umgehen“ konnte, wurde erst durch eine Indiskretion des Hauptdarstellers Mark Hamill bekannt.
Weiterhin war er verantwortlich für die Schwert- bzw. Fechtkämpfe in Stirb an einem anderen Tag und trainierte den zuvor völlig fechtunerfahrenen Viggo Mortensen für die Herr-der-Ringe-Trilogie (1999–2002) innerhalb weniger Tage. Mortensen war nach Andersons Meinung sein bisher talentiertester Schüler. Für Fluch der Karibik trainierte er Orlando Bloom, Johnny Depp und Keira Knightley.
Bob Anderson starb am Neujahrsmorgen 2012 in einem englischen Hospital. Er hinterließ seine Frau und drei Kinder.